# Verzorgingsplaats Kruisberg
Verzorgingsplaats Kruisberg is een Nederlandse verzorgingsplaats langs de A2 Maastricht-Amsterdam tussen afritten 51 en 50, in de gemeente Meerssen, nabij Maastricht Aachen Airport en het Kalverbosch.
De verzorgingsplaats dankt haar naam "Kruisberg" aan de gelijknamige berg die 96 meter boven NAP ligt. Om de verzorgingsplaats Kruisberg te bereiken moeten de automobilisten eerst een nogal steile klim maken, waarna ze de afslag richting de verzorgingsplaats kunnen nemen.
Wegens ruimtegebrek zowel boven aan als onder aan de berg en de steile helling hiervan, was het onmogelijk om een verzorgingsplaats te realiseren met zowel een tankstation als een parkeerplaats. Daarom besloot men het tankstation onder aan de helling aan te leggen en de parkeerplaats halverwege. Zie ook verzorgingsplaats Meerssen.

## Trivia
De parallel aan de Kruisberg gelegen lokale weg wordt vaak verward met de Kruisberg in de plaats Wahlwiller, gemeente Gulpen-Wittem, die al een aantal jaren opgenomen is in de finale van de Amstel Gold Race. Dit geldt niet voor de Kruisberg in Meerssen, die echter wel een aantal malen opgenomen is geweest in het parcours voor het NK wielrennen.
Richting Eijsden:
Haarrijn · 
IJsselstein · 
Bisde · 
De Lucht West · 
Velder · 
't Haasje · 
Roevenpeel · 
Ellerbrug · 
Het Anker · 
Vossedal · 
Knuvelkes
Richting Amsterdam:
Patiel · 
Meerssen · 
Kruisberg · 
Swentibold · 
Bosserhof ·
Meiberg · 
Groote Bleek · 
Ooiendonk · 
De Lucht Oost · 
Lingehorst · 
Jutphaas · 
Ruwiel